# اچ‌ام‌اس گلدفینچ (۱۹۱۰)
اچ‌ام‌اس گلدفینچ (۱۹۱۰) (به انگلیسی: HMS Goldfinch (1910)) یک کشتی بود که طول آن ۲۴۶ فوت (۷۵ متر) بود. این کشتی در سال ۱۹۱۰ ساخته شد.